# Liste der Monuments historiques in Rehaincourt
Die Liste der Monuments historiques in Rehaincourt führt die Monuments historiques in der französischen Gemeinde Rehaincourt auf.

## Liste der Objekte
| Bezeichnung      | Beschreibung | Standort                               | Kennzeichnung | Schutzstatus | Datum | Bild |
| ---------------- | ------------ | -------------------------------------- | ------------- | ------------ | ----- | ---- |
| Zwölf Reliquiare |              | in der Kirche Sts-Simon-et-Jude (Lage) | PM88001711    | Inscrit      | 1984  |      |